# Ango (cràter)

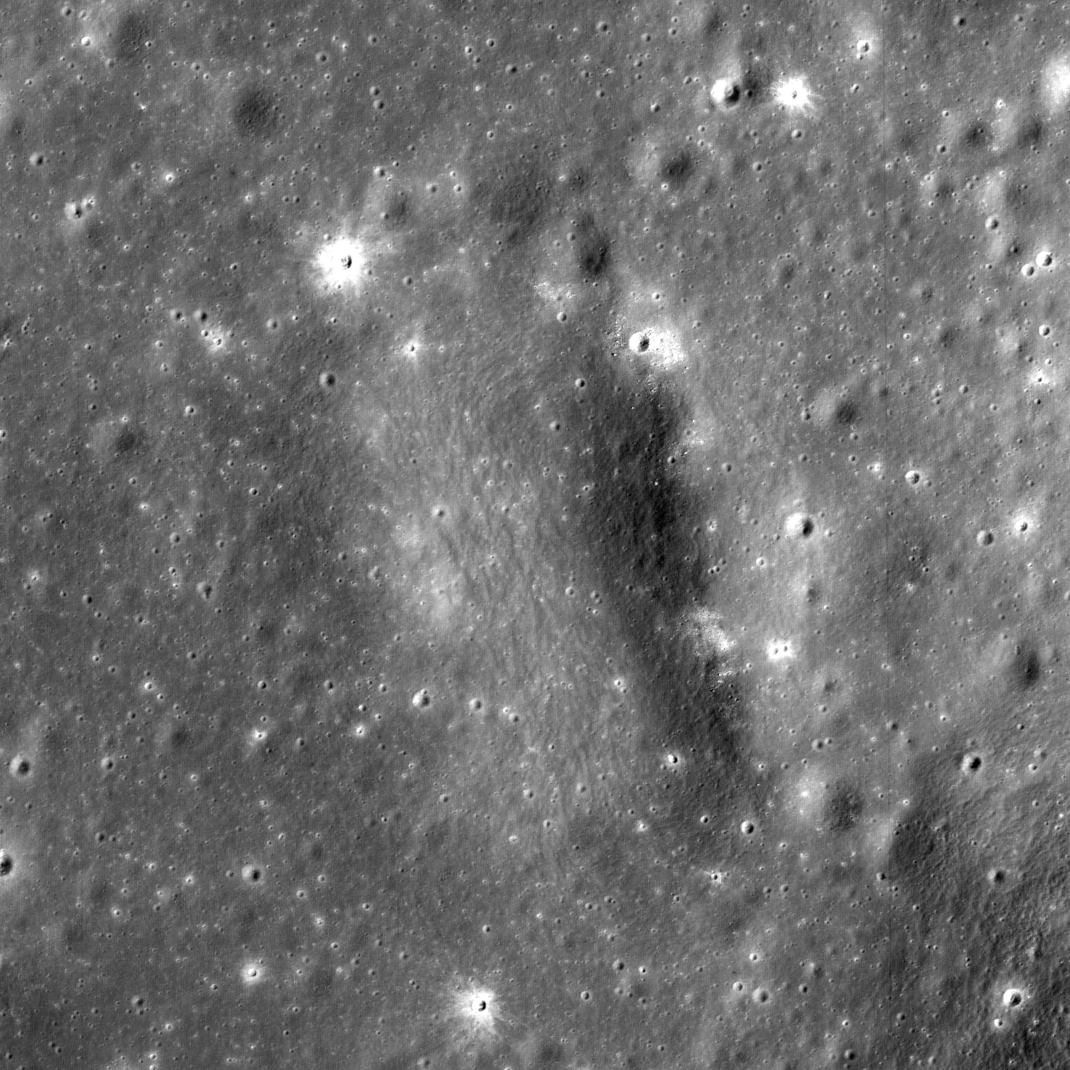
Imatge de la missió LRO

Ango és un petit cràter d'impacte pertanyent a la cara visible de la Lluna. Els seus veïns més propers són els cràters Rosa al nord i Jehan a l'oest nord-oest. Al nord del cràter es troba els Mons Vinogradov; al nord-est apareix la Rima Euler; i al sud la Rima Wan-Yu i la Catena Pierre.
|  |

El cràter té una forma allargada, associada probablement amb el baix angle de col·lisió de l'impacte que el va formar. L'altura de l'eix sobre el terreny circumdant és d'uns 40 metres.
La seva designació fa referència a un nom originalment no oficial aparegut a la pàgina 39C2/S1 de la sèrie de plànols del Lunar Topophotomap de la NASA. Va ser adoptada per la UAI el 1976.